# Burnham-on-Crouch
Burnham-on-Crouch este un oraș în comitatul Essex, regiunea East, Anglia. Orașul aparține districtului Maldon.